# Sedlec (Praha)
Sedlec (německy Selz) je někdejší obec, dnes městská čtvrť a katastrální území hlavního města Prahy v obvodu Praha 6, rozkládající se u severního okraje Prahy na levém břehu Vltavy. V minulosti patřil k obci Lysolaje, před připojením k Praze roku 1922 byl samostatnou obcí. Při vzniku samosprávných městských částí v roce 1990 byl připojen k městské části Praha-Suchdol, v roce 2005 byla jádrová dolní část Sedlce odtržena a připojena k městské části Praha 6. Rozloha Sedlce je 145,56 ha, z toho asi dvě třetiny patří k městské částí Praha-Suchdol.

## Historie
Sedlec i Suchdol založili v 10. století Přemyslovci, kteří obývali Levý Hradec. Na konci 10. století věnovali Přemyslovci Sedlec Ostrovskému klášteru. Ve 14. století Sedlec patřil pražskému proboštství, potom až do husitské revoluce strahovskému klášteru, za husitské doby jej převzalo Staré město pražské. Sedlecké hospodářství pozvedli nájemci, a to zejména staroměstský měšťan František Josef Maser, kronikář J. B. Labler, či František Václav Pštross, podnikatel a pražský purkmistr.
Sedlec byl přinejmenším mezi lety 1869 a 1900 osadou obce Lysolaje (tehdy též pod názvy Lysoleje, Lisoleje) v okrese Smíchov. V roce 1910 byl již zmiňován jako samostatná obec v okrese Smíchov, s alternativními názvy (Sedlec t. Selc). K 1. lednu 1922 byla tato obec připojena k hlavnímu městu Praze v rámci tvorby tzv. Velké Prahy. Suchdol byl připojen k Praze později, až v roce 1968.
V roce 1923 byl Sedlec zařazen do městského obvodu Praha XIX – Dejvice, roku 1949 byl dejvický městský obvod transformován v nový obvod Praha 6, označení Praha 6 získal i obvod vzniklý v roce 1960 a později i jeho centrální městská část. Do 31. prosince 2004 náležel celý Sedlec do městské části Praha-Suchdol. Poté, co se obyvatelé tzv. Dolního Sedlce vyslovili v petici pro převedení pod městskou část Praha 6, bylo na jednání zástupců městských částí Prahy-Suchdola a Prahy 6 dohodnuto vymezení nové hranice obou městských částí uvnitř katastru Sedlce, přičemž byl Dolní Sedlec (ZSJ Starý Sedlec A a Sedlec-průmyslový obvod A) převeden pod městskou část Praha 6, zatímco zbytek území (ZSJ Budovec a Sedlec-průmyslový obvod B) zůstávají i nadále součástí městské části Praha-Suchdol. K rozdělení území pak došlo na základě novely Statutu hlavního města Prahy ke dni 1. ledna 2005.
V Sedlci se nachází kaple Nejsvětější Trojice z roku 1725. Kuriozitou bývala výletní restaurace u Slona s obří železobetonovou sochou slona, uvnitř které byla část restaurace. Do Sedlce byl slon odkoupen z výstavy v roce 1908, časem začal postupně chátrat, trosky byly odstraněny asi roku 1974.
V letech 1902 až 1917 byla v Sedlci postavena na místě dřívějších kruhových pecí cihelna (Antonín Herget), cihlářská hlína se těžila v kopci směrem k Suchdolu.
Od roku 1953 je zde v provozu mrazírenský objekt, který slouží k zásobování Prahy mrazírenskými výrobky a dále zde zpracovávají ovoce a zeleninu.

## Pamětihodnosti

### Další stavby
- cihelna - Antonín Herget, cihlářské závody v Sedlci, spol. s r.o., bývalá cihelna v ulici Přerušená patřící rodině Hergetů (Antonín Herget).

## Doprava
- Sedlcem prochází železniční trať Praha–Děčín, na které je zastávka  Praha-Sedlec.
- Sedlec je spojen přívozem s pražskou čtvrtí Bohnice.

## Letecké neštěstí v roce 1975
Dne 30. října 1975 kolem 9.20 h dopoledne havarovalo za mlhy v zahrádkářské kolonii u Suchdola v katastrálním území Sedlec letadlo DC-9 jugoslávských aerolinií na lince Tivat – Praha (let JP 450) po nárazu do pahorku. Zemřelo 71 cestujících a 4 členové posádky, 45 jich přežilo, letadlem cestovali převážně čeští turisté vracející se z dovolené na Jadranu. Zničeno bylo kolem 15 chatek, z toho 5 shořelo. Událost byla inspirací pro 11., závěrečný, díl československého seriálu Sanitka z roku 1984.

## Fotogalerie

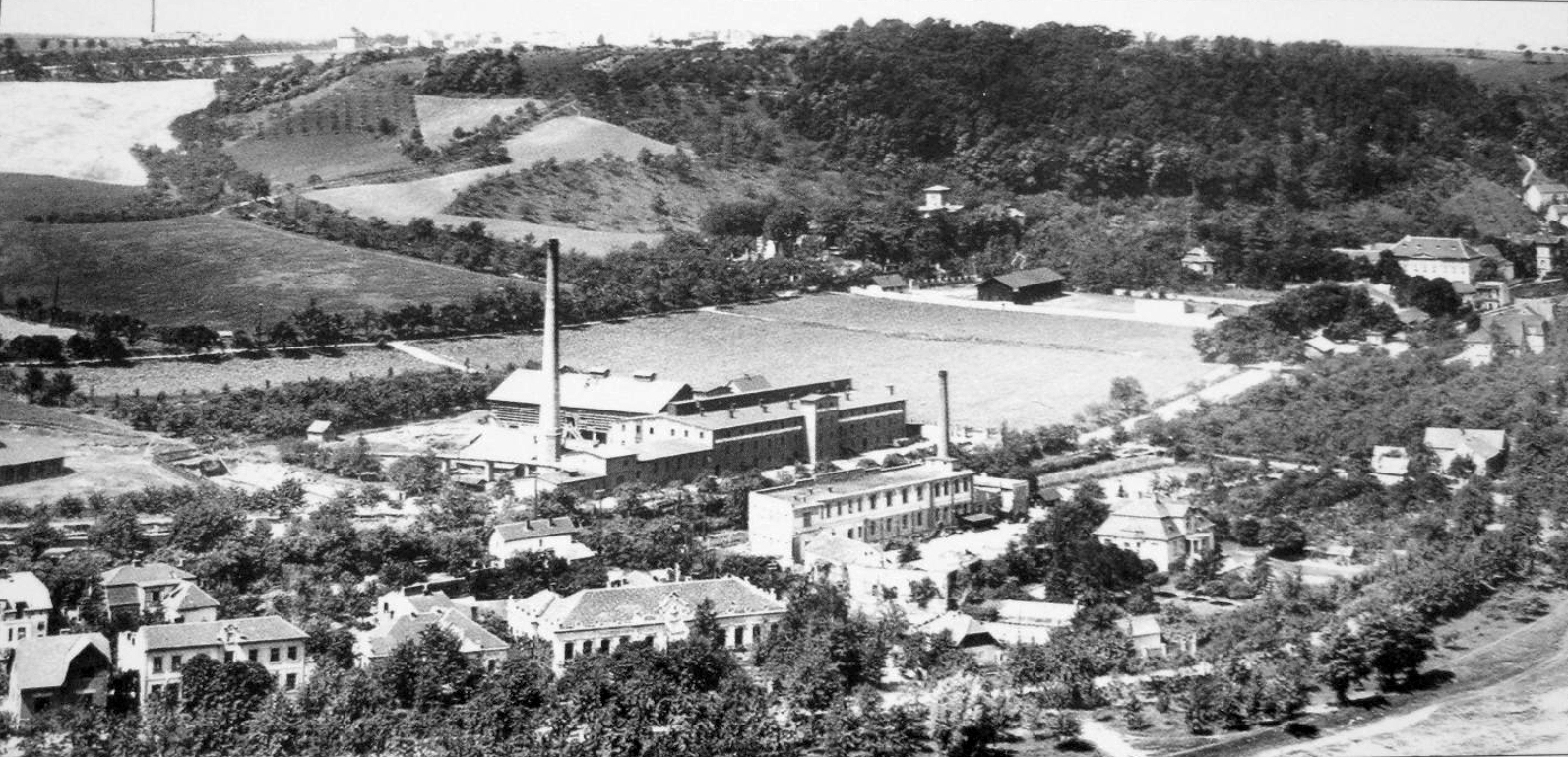
Hergetova cihelna (Praha–Sedlec) na dobové pohlednici
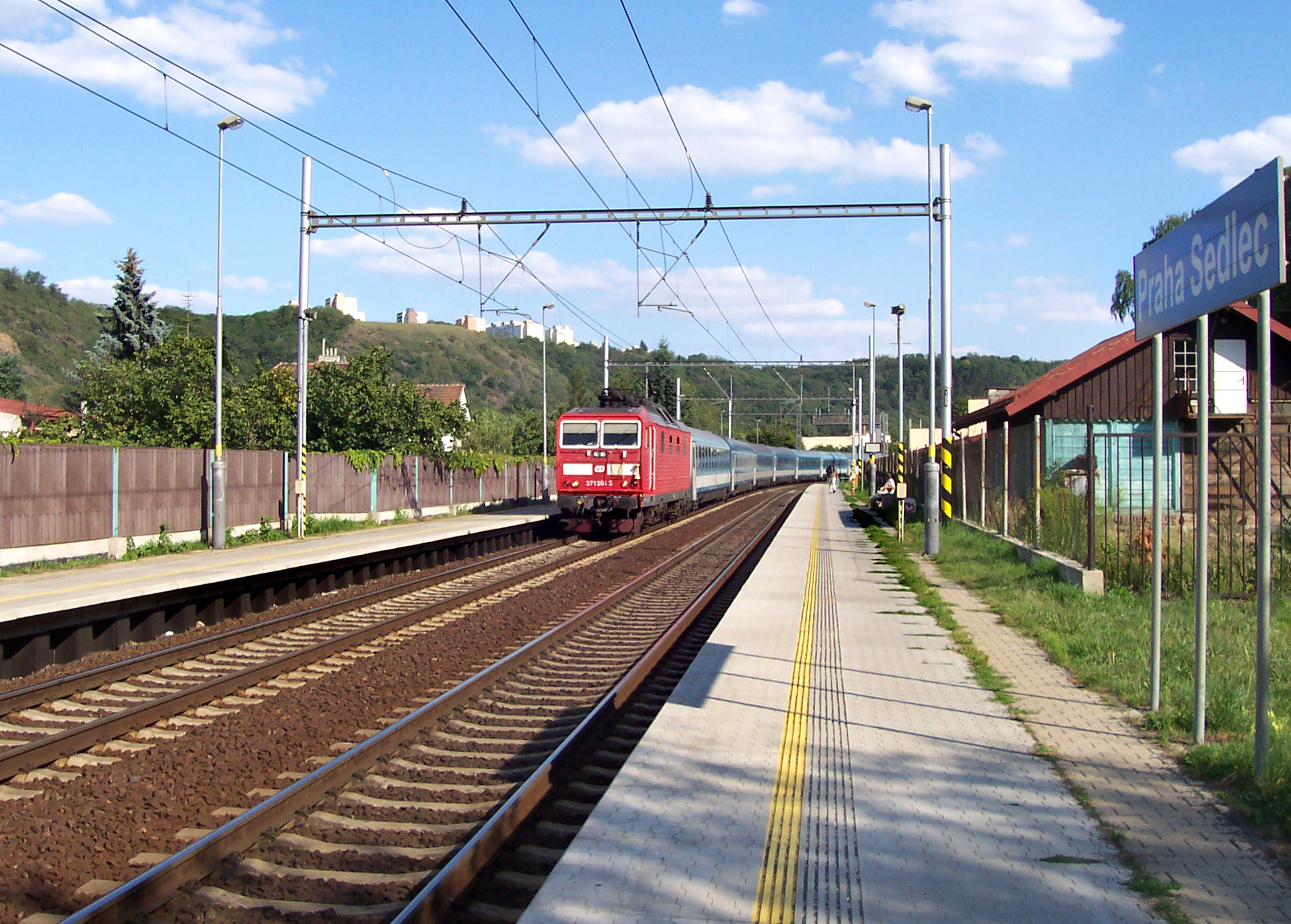
Železniční zastávka v Sedlci
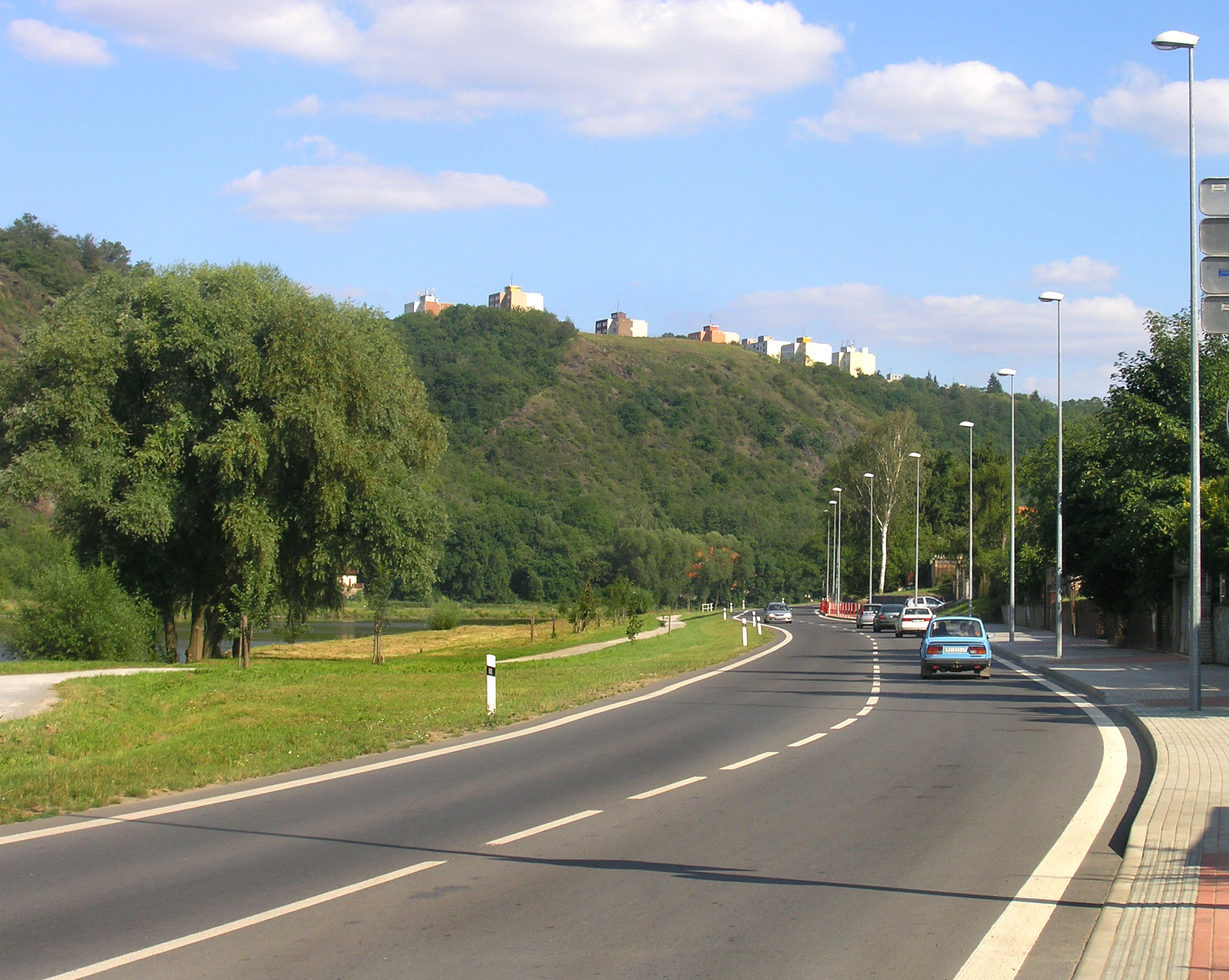
Roztocká ulice podél Vltavy
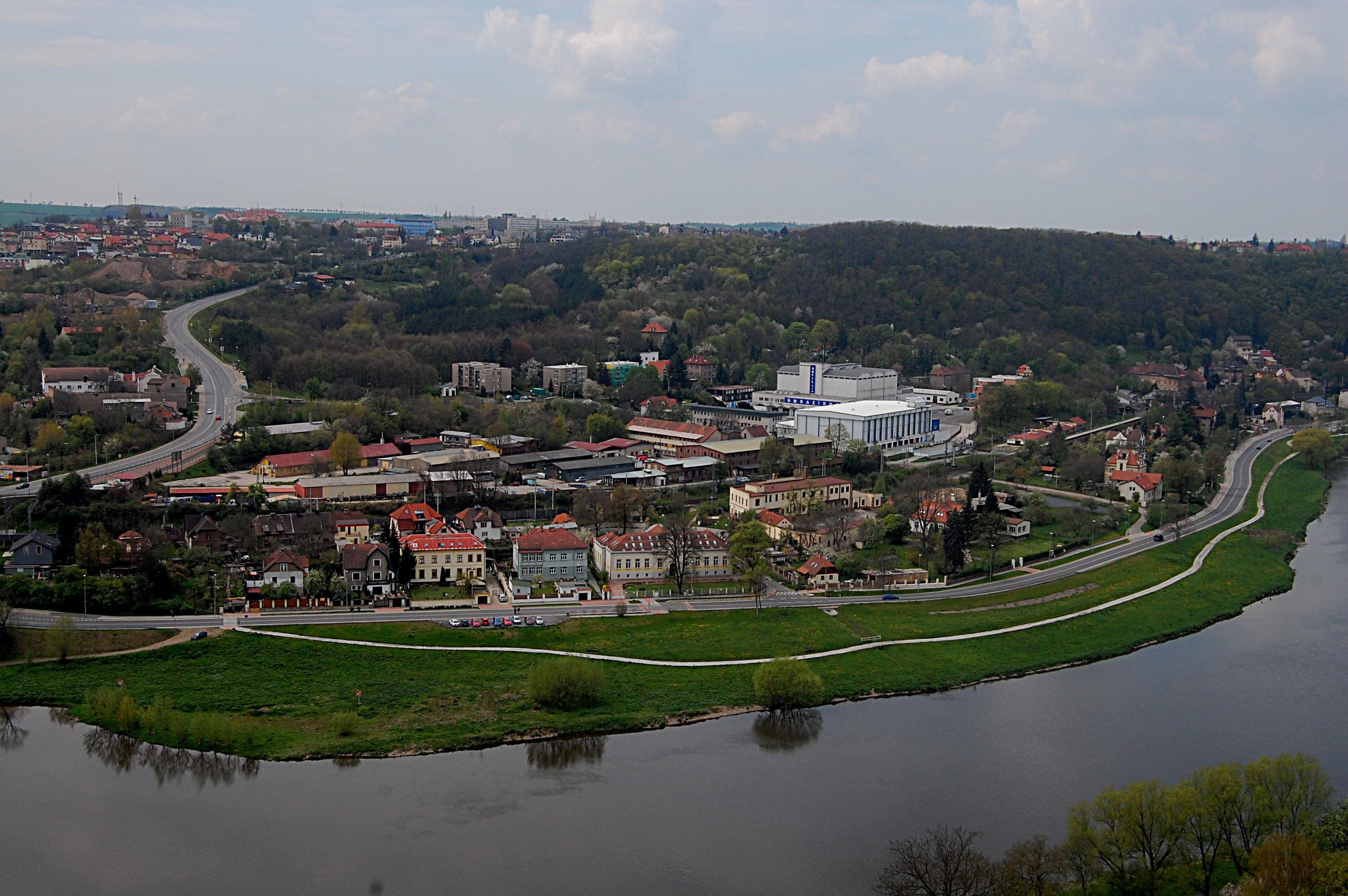
Sedlec z vyhlídky v Bohnicích